# Мухаммад II ибн аль-Хуссейн
Мухаммад II ибн аль-Хуссейн (араб. أبو عبد اله محمد باشا باي‎), более известен как Мухаммад-бей (18 сентября 1811, Бардо, Тунис — 22 сентября 1859, Ла-Марса, Тунис), — одиннадцатый бей Эялета Тунис (1855—1859) из династии Хусейнидов.

## Биография
Мухаммад-бей родился 18 сентября 1811 года.
В августе 1840 он был назначен Бей аль-Махалла (наследником) и удостоен звания дивизионного генерала Османской армии, а 7 августа 1855 года, после смерти своего двоюродного брата Ахмада I ибн Мустафы, стал беем и был повышен до звания маршала.
В его правительстве находились: Великие визири Мустафа Хазнадар и Хайреддин-паша, генералы Хуссейн и Рустам, советники Мохамед Байрам IV, Махмуд Кабада и Исмаил Каид Эссеби.
Он приступил к реформам: 10 сентября 1857 был написан «Основной пакт», представляющий из себя первую Конституцию Туниса. Этот пакт признавал свободу вероисповедания и равенство перед законом всех жителей Туниса, независимо от их веры. 30 августа 1858 года, по указу, было учреждено первое современное муниципальное правительство Туниса.
Он значительно расширил и украсил дворец Дар аль-Тадж в Ла-Марсе, использовав для этого материалы из дворца его предшественника — Дворца Махаммедия.
Он правил всего 4 года и умер 22 сентября 1859 года в возрасте 48 лет. Был похоронен в мавзолее Турбет-эль-Бей в Медина Туниса.